# ムルシダーバード

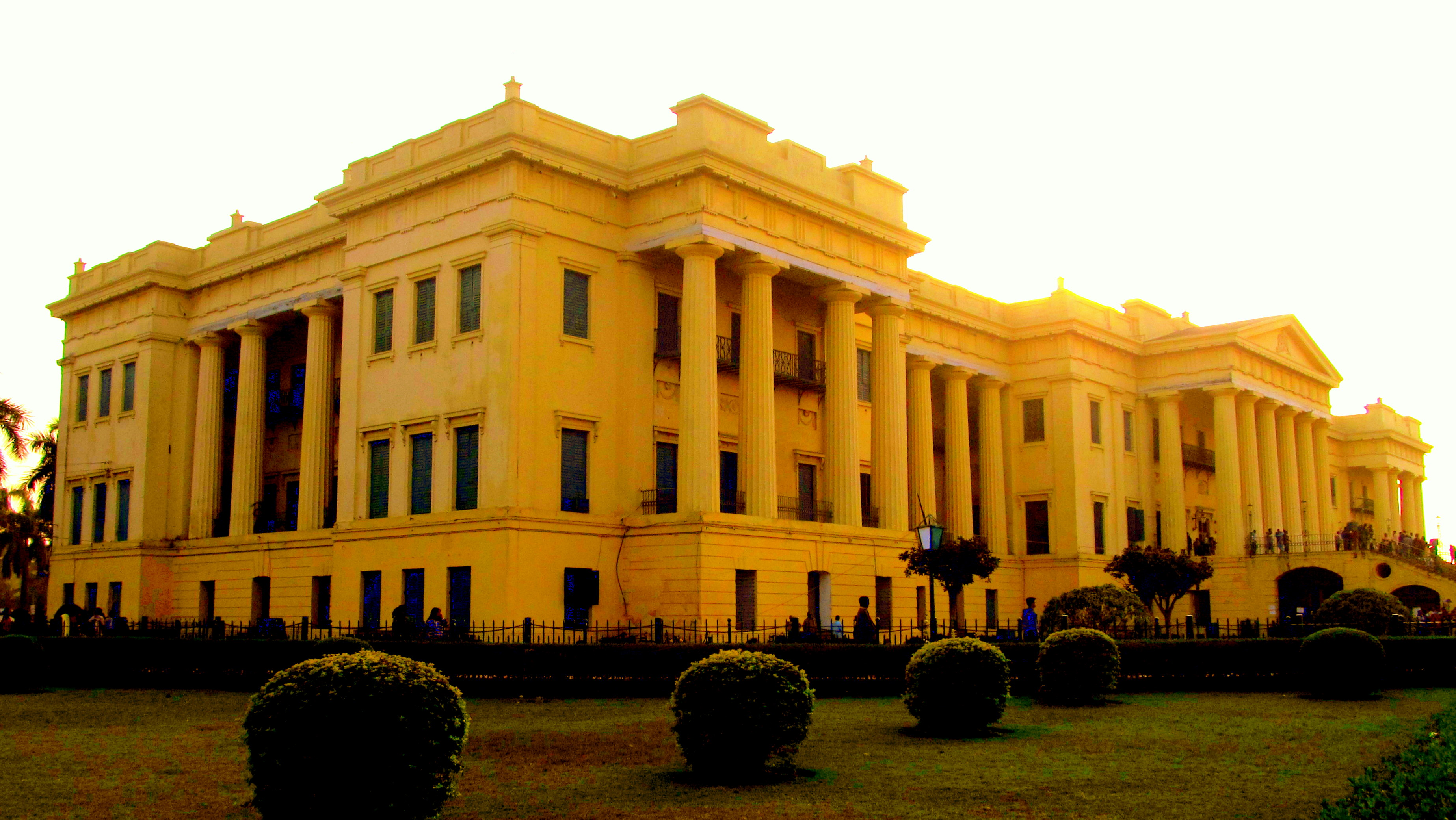
ハザールダウリー宮殿

ムルシダーバード（ベンガル語：মুর্শিদাবাদ, 英語：Murshidabad）は、東インドの西ベンガル州、ムルシダーバード県の都市。コルカタから北へ180キロメートルの地点にあるこの都市は、ベンガル太守及びムルシダーバード太守の首都であった。

## 歴史

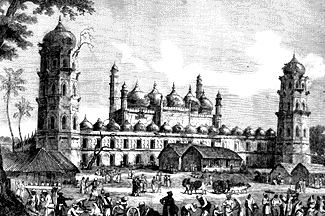
ベンガル太守の居城

16世紀後半、ムガル帝国の皇帝アクバルはバギラティー川の東岸に都市を建設した。これがムルシダーバードの前身である。
1704年、ベンガル地方のディーワーンだったムルシド・クリー・ハーンは、ダッカからこの地へ首府を遷し、自身の名を冠した「ムルシダーバード」へと改名した。
プラッシーの戦いののち、ムルシダーバードにはイギリスの総督府がおかれたが、1790年にカルカッタに総督府は移動した。
その後、ムルシダーバードはベンガル太守及びムルシダーバード太守の首都となり、1947年までその支配下にあった。